# 변중량 춘당집 목판 및 변계량 춘정집 목판
변중량 춘당집 목판 및 변계량 춘정집 목판(卞仲良 春堂集 木板 및 卞季良 春亭集 木板)은 대한민국 경상남도 거창군에 있는, 조선초기 문신 춘당 변중량의 문집과 그의 아우 춘정 변계량의 실기책판이다.
1979년 12월 29일 경상남도의 유형문화재 제169호 춘당문집 책판 및 춘정집 책판으로 지정되었다가, 2018년 12월 20일 현재의 명칭으로 변경되었다.

## 개요
조선초기 문신 춘당 변중량의 문집과 그의 아우 춘정 변계량의 실기책판으로 500년전에 배나무로 판각한 것이다.

### 춘당집 목판
춘당집 책판은 변중량의 시문집을 목판으로 2권 1책으로 순조 23년(1823)에 간행되었고 서문은 조인영이 썼다. 변중량은 변계량의 형으로 이성계의 이복형인 이원계의 사위로 고려말에 문과에 급제하여 벼슬에 나갔으나 1398년 제1차 왕자의 난에 정도전의 일파로 몰려 제거 당했다. 시에 능했으며 지금은 없어진 가조의 병암서원에 제향되었다.

### 춘정집 목판
문집은 춘정 변계량의 문하인 판승문원사 정척이 수집 편차한 것을 세종의 명에 따라 집현전에서 교정하여 원고를 만들었다. 목판은 그 문인인 당시 경상도관찰사였던 권맹손이 세종 24년(1442)에 밀양에서 처음 간행하였다. 춘정집은 원집이 12권으로 구성되어 있는데, 1~4권까지에는 사·시이고 5권에는 기·서·잡저·설, 6권에는 봉사·상서, 8권에는 대책·교서 9권에는 표전, 10권에는 청사, 11권에는 책문, 제문, 축문, 12권에는 비지·명발 등이 실려있다. 변계량은 조선 태종 7년(1407)에 문과급제 후 여러 벼슬에 이어 대제학을 20여년간이나 지냈다. 문장과 시에 뛰어나 많은 글을 남겼다.

## 참고 문헌
- 변중량 춘당집 목판 및 변계량 춘정집 목판 - 국가유산청 국가유산포털